# Байзак (Иссык-Кульская область)
Байзак (кирг. Байзак, до 2007 г. — Карачункур) — село в Тюпском районе Иссык-Кульской области Кыргызстана. Административный центр Сан-Ташского аильного округа. Код СОАТЕ — 41702 225 865 01 0.

## Население
По данным переписи 2009 года в селе проживало 1532 человека.
По данным переписи 2022 года в селе проживало 1 791 человека.